# 战狼
《战狼》（英語：Wolf Warriors，曾經用名《兵锋》及《特种兵之战狼》）為由中國演員吴京自导自演的一部中国现代军事题材电影，李忠志任動作導演，于2015年4月2日以二維及三維/全景声等多個版本在中国大陆院线上映。續集《戰狼2》於2017年上映。

## 剧情
在一次与公安部联合捣毁制毒窝点的行动中，狙击手冷锋违反命令将国际犯罪组织的骨干武吉狙杀，导致被关禁闭，后得到战狼中队指挥官龙小云赏识，保释他并让他加入战狼中队参与军事演习。
在冷锋狙杀武吉时，武吉的哥哥、国际犯罪组织的首领敏登正在与武吉通话并亲眼目睹了武吉被冷锋所杀害。其后敏登被国际刑警逮捕但被一股雇佣兵救走，后敏登向雇佣兵首领“老猫”下达命令让其杀死冷锋为弟报仇。
演习中，冷锋带领一支小分队出其不意地使红军指挥官石青松退场，但在返程路上小分队遭到狼群袭击，众人艰难击退狼群。殊不知突然出现的狼群是雇佣兵组织的圈套，其后分队长俞飞遭到雇佣兵袭击阵亡，雇佣兵入侵中国领土。演习变为实战，所有解放军人員均整装待发准备驱逐雇佣兵为战友报仇，殊不知雇佣兵早有准备，解放军伤亡惨重，后冷锋众人施计脱困后将雇佣兵逐一击杀，最后在国境线上冷锋与“老猫”对峙并将其刺死。与此同时，敏登等人也化装为解放军，试图以新研发的针对中国人的基因武器暗杀冷锋，但事情败露，最终敏登被冷锋逮捕在国境线内。

## 演员
| 演员          | 角色            | 备注 |
| 吴 京         | 冷 锋           | 中士，后晋升中尉 原东南军区某队狙击手 战狼中队队员 在一次捣毁制毒工厂的任务中违反命令以狙击枪隔墙爆头狙杀武吉，受处分被关禁闭，后被龙小云保释并加入战狼中队 在军事演习中带领小队以迂回战术潜入并使石青松退场 在雇佣兵入侵时遭遇“围城打援”战术，后施计破解 最终在国境线内把“老猫”刺死并逮捕敏登。 与龙小云互生情愫，后为其男友 |
| 男            | 龙小云          | 中校 战狼中队队长 蓝军指挥官 在冷锋关禁闭期间带酒进入禁闭室与冷锋交谈，后保释冷锋并令其加入战狼中队 在冷锋、史三八与战狼中队成员调侃其时以干扰通讯器之方式对中队实施惩罚 在雇佣兵入侵期间指示冷锋躲避狙击 与冷锋互生情愫，后为其女友                                                                                          |
| 斯科特·阿金斯 | 老猫/Tom Cat    | 前海豹突击队队员 雇佣兵首领 被敏登长期雇佣，在敏登被国际刑警组织逮捕之时带队全歼并救出敏登 接受敏登的委托前往中国追杀冷锋 后被冷锋追至国境线，在一番搏斗后被冷锋刺死在国境线上 |
| 倪大红        | 敏登            | 国际犯罪组织首脑 国际掮客 武吉之兄 于故事开场时与武吉通话并在手机上亲眼目睹其被冷锋所狙杀 在被国际刑警组织逮捕之时被“老猫”所带领之雇佣兵救出后使用M134迷你炮机枪对刑警尸体进行鞭尸 雇佣“老猫”前往中国刺杀冷锋 秘密研发针对中国人之基因武器 最终伪装成解放军军医意图暗杀冷锋但事败，反被冷锋逮捕在国境线内                     |
| 凯文·李       | 狂牛/Crazy Bull | 雇佣兵 “老猫”雇佣兵团成员 在入侵中国后与解放军交战之时死于邵兵刀下 |
| 凯尔·夏皮罗   | 猴子/Monkey     | 雇佣兵 “老猫”雇佣兵团成员 在入侵中国后与解放军交战之时被史三八与板砖击毙 |
| 周晓鸥        | 武 吉           | 国际犯罪组织骨干 敏登之弟 于开场时在制毒工厂被警察突袭，后被冷锋隔墙爆头狙杀，引发敏登复仇之导火索。 |
| 石兆琪        | 石青松          | 大校，于《战狼2》晋升为少将 红军指挥官 冷锋前上司 在军事演习中被冷锋偷袭使其退场 于雇佣兵入侵之时作为解放军临时总指挥 |
| 王森          | 史三八          | 中尉 战狼中队队员，机枪手 名字谐音“死三八” 说话有浓重的口音 曾调侃龙小云反被其干扰通讯器所惩罚 在雇佣兵入侵之时与板砖将“猴子”击毙 |
| 郭广平        | 冷父            | 冷锋之父 于中越自卫反击战时遇到“围城打援”战术 |
| 张永达        | 邵兵            | 上尉，于《战狼2》晋升为少校 战狼中队副队长 龙小云之下属 初期与冷锋不和，后和好 在雇佣兵入侵之时手刃“狂牛” |
| 庄小龙        | 板砖            | 中士 战狼中队队员 史三八之死党 在雇佣兵入侵之时与史三八将“猴子”击毙 |

## 制作
《战狼》涉及特种部隊题材，为在中国电影中比较少见。吴京为此筹备历时7年，期间出演了电视剧《我是特種兵之利刃出鞘》预热，并且利用三維技术呈现战争场面，亦开展了中国大陸电影的先河。关于剧本设定，吴京坦言剧本审查非常严格：“因为拍现代战争片会涉及到军事机密，而且在外交层面上也十分敏感，所以审查会很严格，《战狼》最初版本的剧本就曾被毙过，我把片中外国军人角色更改为雇佣兵，这才避免了不少麻烦。”
本片拍摄得到了中国人民解放军南京军区的大力支持，动员了多款新式武器装备，采用近万发子弹，上百辆坦克以及武直-10直升机进行实战拍摄。吴京还经过特批在特种部队体验生活18个月。
《战狼》於2013年6月15日在南京开机，9月5日杀青。

## 其他
中国人民解放军陆军南京军区的陆军侦察兵特种部队“飞龙”当中的一支精锐特种部队名为“战狼之神”。
由于电影被部分批评者视为“民族主义情绪”浓厚，“战狼”日后成为了反中国政府人士口中中国民族主义或漢族沙文主義情绪的代名词。中國強硬的外交方針亦被稱作「戰狼外交」。

## 宣传

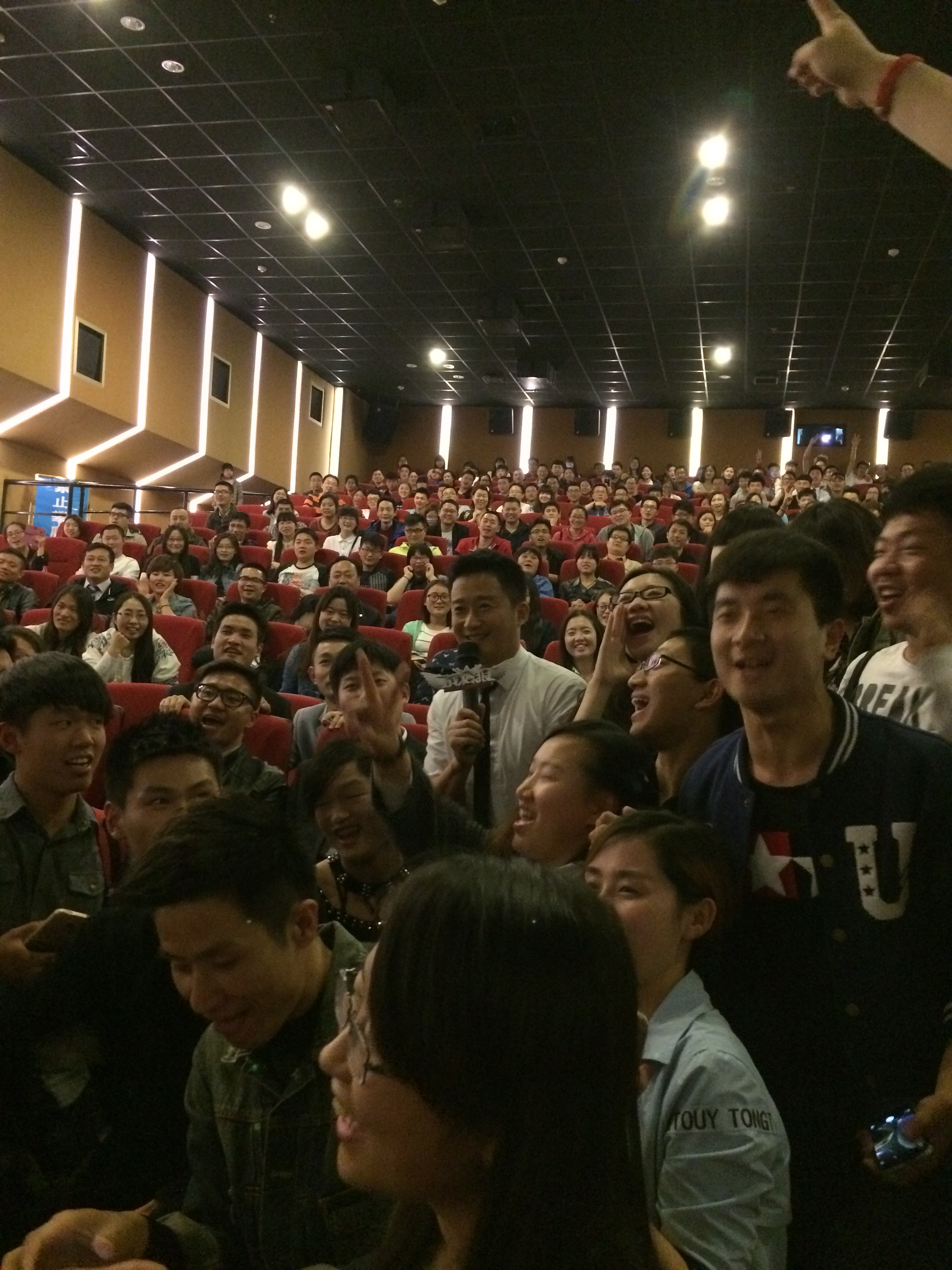
2015年4月1日，吴京在南京的宣传活动中与参加观影的影迷在一起，摄于南京金陵工人影城

本片于2014年12月和2015年3月举行两次看片场，赢得了不错的口碑。在影片宣传期间，吴京亲自与影城、院线方面沟通，尤其在一些二三线城市如淄博等地的路演，营造了影片的声势。从2015年3月16日至4月4日，为宣传本片，吴京已在中国内地跑了18个城市，100多家影院。

## 票房
本片自4月2日在中国大陆上映后，三天票房过亿，成为清明节档的一匹“黑马”，口碑票房双丰收。首周四天获得2.08亿人民币居冠。最终累计5.45亿。
| 上一届： 《王牌特工：特工学院》 | 2015年中国内地一周票房冠军 第14周（3月30日—4月5日） | 下一届： 《速度与激情7》 |

## 评价
《海南日报》评论称：“国产电影里似乎很少这种类型的影片，描写的是特种兵题材，全片一个劲儿地“打”，包括武器战和肉搏战，而且节奏紧凑到一气呵成，紧张得让人喘不过气来，堪称最能让人看嗨的一部电影了。”
专业影评人对影片有不同声音，支持者认为本片作为国产当代军事题材在多个方面都有突破，武戏场面和文戏剧情上能看到美式（或好莱坞）战争片的影子。批评者认为剧情简单不足，人物塑造脸谱化，一些动作简单粗暴。

## 续作
《战狼2》于2017年7月27日在中国大陆上映，其票房刷新华语电影纪录。